# Austrian Football League 2000
La Austrian Football League 2000 è stata la 20ª edizione del campionato austriaco di football americano di primo livello, organizzato dalla AFBÖ.
I dati noti sono molto incompleti.

## Squadre partecipanti
| Club                | Città                    | Stadio | Sponsor ufficiale | Risultato nella stagione 1999 |
| ------------------- | ------------------------ | ------ | ----------------- | ----------------------------- |
| Carinthian Cowboys  | Klagenfurt am Wörthersee |        |                   |                               |
| Graz Giants         | Graz                     |        |                   |                               |
| Schwarzenau Rangers | Schwarzenau              |        |                   |                               |
| Styrian Longhorns   | Graz                     |        |                   |                               |
| Tirol Raiders       | Innsbruck                |        |                   |                               |
| Vienna Vikings      | Vienna                   |        |                   |                               |

## Stagione regolare

### Incontri noti
| Vienna 1º aprile 2000 | Vienna Vikings | 56 – 19 (7-6 21-7 21-0 7-6) | Schwarzenau Rangers | Hohe Warte Stadion |

| Graz 8 aprile 2000 | Graz Giants | 13 – 34 | Vienna Vikings | Stadion Eggenberg |

| Vienna 29 aprile 2000 | Vienna Vikings | 45 – 6 (22-0 23-0 0-6 0-0) | Styrian Longhorns | Hohe Warte Stadion |

| Innsbruck 6 maggio 2000 | Tirol Raiders | 22 – 60 (0-15 8-29 14-7 0-9) | Vienna Vikings | Tivoli-Neu Stadion |

| Vienna 27 maggio 2000 | Vienna Vikings | 28 – 13 (7-0 14-7 0-6 7-0) | Graz Giants | Hohe Warte Stadion |

| Vienna 10 giugno 2000 | Vienna Vikings | 41 – 6 (7-0 21-6 13-0 0-0) | Carinthian Cowboys | Hohe Warte Stadion |

| Klagenfurt am Wörthersee 24 giugno 2000 | Carinthian Cowboys | 15 – 43 (0-0 8-17 7-13 0-13) | Vienna Vikings |  |

| Maria Enzersdorf 2 luglio 2000 | Schwarzenau Rangers | 6 – 50 (0-20 0-23 0-0 6-7) | Vienna Vikings | BSFZ Südstadt |

### Altri risultati noti
Di questi incontri non sono note date e luoghi, né quale delle due squadre giocasse in casa.
| 2000 | Styrian Longhorns | 0 – 13 | Carinthian Cowboys |  |

| 2000 | Styrian Longhorns | 7 – 41 | Tirol Raiders |  |

| 2000 | Styrian Longhorns | 6 – 41 | Schwarzenau Rangers |  |

| 2000 | Styrian Longhorns | 10 – 20 | Carinthian Cowboys |  |

| 2000 | Styrian Longhorns | 0 – 35 (a tavolino) | Tirol Raiders |  |

| 2000 | Carinthian Cowboys | 22 – 55 | Schwarzenau Rangers |  |

| 2000 | Carinthian Cowboys | 39 – 41 | Tirol Raiders |  |

| 2000 | Carinthian Cowboys | 0 – 44 | Graz Giants |  |

| 2000 | Carinthian Cowboys | 42 – 37 | Schwarzenau Rangers |  |

| 2000 | Schwarzenau Rangers | 13 – 48 | Graz Giants |  |

| 2000 | Schwarzenau Rangers | 37 – 74 | Tirol Raiders |  |

| 2000 | Schwarzenau Rangers | 28 – 57 | Tirol Raiders |  |

| 2000 | Graz Giants | 6 – 13 | Tirol Raiders |  |

| 2000 | Graz Giants | 0 – 35 | Tirol Raiders |  |

### Altri incontri
Incontri di cui è nota almeno approssimativamente la data, nonché la squadra di casa
| Graz maggio 2000 | Styrian Longhorns | 12 – 48 | Graz Giants |  |

| Graz maggio-giugno 2000 | Graz Giants | 10 – 0 | Styrian Longhorns | Stadion Eggenberg |

### Classifica
La classifica della regular season è la seguente:
- PCT = percentuale di vittorie, G = partite giocate, V = partite vinte,  P = partite perse, PF = punti fatti, PS = punti subiti

| Pos. | Squadra             | PCT   | G | V | N | P | PF  | PS  |
| ---- | ------------------- | ----- | - | - | - | - | --- | --- |
| 1    | Vienna Vikings      | 1.000 | 8 | 8 | 0 | 0 | 357 | 100 |
| 2    | Tirol Raiders       | .875  | 8 | 7 | 0 | 1 | 318 | 177 |
| 3    | Carinthian Cowboys  | .375  | 8 | 3 | 0 | 5 | 157 | 271 |
| 4    | Graz Giants         | .375  | 8 | 3 | 0 | 5 | 183 | 135 |
| 5    | Schwarzenau Rangers | .250  | 8 | 2 | 0 | 6 | 236 | 355 |
| 6    | Styrian Longhorns   | .000  | 8 | 0 | 0 | 8 | 41  | 253 |

## Playoff

### Tabellone
|  | Semifinali | Semifinali         | Semifinali    |               |                | Austrian Bowl XVI | Austrian Bowl XVI | Austrian Bowl XVI |  |
|  |            |                    |               |               |                |                   |                   |                   |  |
|  | 1          | Vienna Vikings     | 50            |               |                |                   |                   |                   |  |
|  | 1          | Vienna Vikings     | 50            |               |                |                   |                   |                   |  |
|  | 4          | Graz Giants        | 8             |               |                |                   |                   |                   |  |
|  | 4          | Graz Giants        | 8             |               | Vienna Vikings | Vienna Vikings    | 34                |                   |  |
|  |            |                    |               |               | Vienna Vikings | Vienna Vikings    | 34                |                   |  |
|  |            |                    | Tirol Raiders | Tirol Raiders | 28             |                   |                   |                   |  |
|  | 2          | Tirol Raiders      | Tirol Raiders | Tirol Raiders | 28             | 64                |                   |                   |  |
|  | 2          | Tirol Raiders      |               |               |                |                   |                   |                   |  |
|  | 3          | Carinthian Cowboys | 0             |               |                |                   |                   |                   |  |

### Semifinali
| Vienna 8 luglio 2000 | Vienna Vikings | 50 – 8 (3-0 20-0 7-8 20-0) | Graz Giants | Hohe Warte Stadion |

| 2000 | Tirol Raiders | 64 – 0 | Carinthian Cowboys |  |

### Austrian Bowl XVI
| Vienna 22 luglio 2000 | Vienna Vikings | 34 – 28 (0-7 14-7 7-0 13-14) | Tirol Raiders | Hohe Warte Stadion |
| Schaar Q2 ( TD ) 39yd pass from Garske Kramberger Q2 ( pat ) Ruthner Q2 ( TD ) 12yd pass from Garske Kramberger Q2 ( pat ) Garske Q3 ( TD ) 1yd run Kramberger Q3 ( pat ) Frickey Q4 ( TD ) 13yd pass from Garske Kramberger Q4 ( pat ) Ruthner Q4 ( TD ) 11yd run Marcatori D. Dieplinger Q1 ( TD ) 8yd pass from Buffum B. Dieplinger Q1 ( pat ) Shein Q2 ( TD ) 5yd run B. Dieplinger Q2 ( pat ) Carlson Q4 ( TD ) 26yd lateral B. Dieplinger Q4 ( pat ) B. Dieplinger Q4 ( TD ) 23yd pass from Buffum B. Dieplinger Q4 ( pat ) |                | |               |                    |
| |                | |               |                    |
| Schaar Q2 (TD) 39yd pass from Garske Kramberger Q2 (pat) Ruthner Q2 (TD) 12yd pass from Garske Kramberger Q2 (pat) Garske Q3 (TD) 1yd run Kramberger Q3 (pat) Frickey Q4 (TD) 13yd pass from Garske Kramberger Q4 (pat) Ruthner Q4 (TD) 11yd run | Marcatori      | D. Dieplinger Q1 (TD) 8yd pass from Buffum B. Dieplinger Q1 (pat) Shein Q2 (TD) 5yd run B. Dieplinger Q2 (pat) Carlson Q4 (TD) 26yd lateral B. Dieplinger Q4 (pat) B. Dieplinger Q4 (TD) 23yd pass from Buffum B. Dieplinger Q4 (pat) |               |                    |

## Verdetti
- Vienna Vikings Campioni dell'Austria 2000